# Aglaodorum griffithii
Aglaodorum griffithii är en kallaväxtart som först beskrevs av Heinrich Wilhelm Schott, och fick sitt nu gällande namn av Heinrich Wilhelm Schott. Aglaodorum griffithii ingår i släktet Aglaodorum och familjen kallaväxter. Inga underarter finns listade.